# دوروثي أندروس
دوروثي أندروس (بالإنجليزية: Dorothy Andrus)‏ كانت لاعبة كرة مضرب أمريكية وكانت تلعب باليد اليمنى. وصلت نهائي بطولة أمريكا المفتوحة للتنس مرتين.

## النهائيات

### الزوجي

#### الوصافة (2)
| السنة | البطولة                     | الأرضية | الشريك         | المنافس                      | النتيجة       |
| 1934  | بطولة أمريكا المفتوحة للتنس | عشبية   | كارولين بابكوك | هيلين جاكوبز سارة بالفري كوك | 6–4, 3–6, 4–6 |
| 1935  | بطولة أمريكا المفتوحة للتنس | عشبية   | كارولين بابكوك | هيلين جاكوبز سارة بالفري كوك | 4–6, 2–6      |